# Busey Bank
Em 30 de setembro de 2019, a First Busey Corporation (Nasdaq: BUSE) era uma holding financeira de US$ 9,75 bilhões, com sede em Champaign, Illinois. A divisão de gerenciamento de patrimônio da First Busey encerrou o terceiro trimestre de 2019 com US$ 9,41 bilhões em ativos sob cuidados.
Em 30 de setembro de 2019, o Busey Bank, uma subsidiária integral do banco, com ativos totais de US$ 7,80 bilhões, está sediada em Champaign, Illinois e possui 44 centros bancários que atendem a Illinois, 13 centros bancários na área metropolitana de St. Louis, Missouri, cinco centros bancários que servem o sudoeste da Flórida e um centro bancário em Indianapolis, Indiana. Por meio da divisão Busey Wealth Management, a Companhia fornece gerenciamento de ativos, investimentos e serviços fiduciários a indivíduos, empresas e fundações. Em 30 de setembro de 2019, os ativos em tratamento eram de aproximadamente US$ 7,96 bilhões. O Busey Bank possui uma subsidiária de processamento de pagamentos de varejo, a FirsTech, Inc., que processa aproximadamente 28 milhões de transações por ano usando pagamento de contas on-line, processamento de cofre e pagamentos diretos em suas 4.000 agências em 43 estados.
Em 30 de setembro de 2019, a TheBANK, uma subsidiária integral do banco, com ativos totais de US$ 1,94 bilhão, está sediada em Edwardsville, Illinois e possui 17 centros bancários. Por meio da divisão TheBANK Wealth Management, a Companhia fornece gerenciamento de ativos, investimentos e serviços fiduciários a indivíduos, empresas e fundações. Em 30 de setembro de 2019, os ativos em tratamento eram de aproximadamente US$ 1,45 bilhão. Posteriormente ao final do trimestre, em 4 de outubro de 2019, a fusão da TheBANK com o Busey Bank foi concluída.
O Busey Bank foi nomeado entre os Melhores Bancos do Estado em 2019 da Forbes—um dos cinco em Illinois e 173 em todo o país, equivalente a 2,8% de todos os bancos. Os melhores bancos do estado são premiados por experiências excepcionais de clientes, conforme determinado por uma amostra de mais de 25.000 clientes bancários que classificaram os bancos em termos de confiança, termos e condições, serviços de agências, serviços digitais e consultoria financeira.

## História corporativa
A história do Busey remonta a 1868, quando Samuel Busey e dois co-fundadores abriram o Busey Brothers and Company Bank. Busey é uma instituição líder em serviços financeiros que atende Illinois, Indiana e o sudoeste da Flórida.

### Linha do tempo
- 1868: O Busey Brothers & Company Bank abre suas portas em 13 de janeiro de 1868, em Urbana, uma jovem sede do condado com uma população de aproximadamente 2000 habitantes. Os financiadores receberam US$ 9.555,60 no primeiro dia.
- 1913: O Banco recebe sua carta estatal, tornando-se o Banco Estadual Busey.
- 1922: Os poderes de confiança são concedidos à Shelby Loan & Trust Company em Shelbyville, Illinois.[c]
- 1926: Criação de serviços de gerenciamento agrícola.
- 1935: O banco estadual Busey ingressa no FDIC. Depois de enfrentar a crise e a depressão do mercado de ações, o banco continua sem perder um centavo de depósitos.
- 1945: O Banco recebe seu alvará federal em 1 de setembro de 1945, tornando-se o Busey First National Bank, um dia antes do fim da Segunda Guerra Mundial.
- 1963: Comemorando um século de serviço em Champaign, Trevett-Mattis se torna o Bank of Illinois.
- 1968: No 100º aniversário do Busey First National Bank, os ativos ultrapassam US$ 34 milhões.
- 1971: O Busey First National Bank muda de propriedade. Pela primeira vez, o banco é controlado por alguém de fora da família Busey.
- 1975: Busey inaugura o Festival de Milho Doce de Champaign-Urbana, um evento que continua até hoje.
- 1980: O Busey First National Bank organiza a First Busey Corporation como uma holding bancária.
- 1984: A FirsTech, Inc. é aberta para oferecer serviços de processamento e cofre para grandes empresas de serviços públicos.
- 1987: O Busey First National Bank, o Champaign County Bank & Trust e o City Bank se fundem para formar o Busey Bank, um banco estatal.
- 1991: A Pulaski Building and Loan Association foi renomeada para Pulaski Bank - refletindo sua ampla gama de serviços financeiros ao consumidor.
- 1993: O Busey Bank comemora seu 125º aniversário. Com ativos de US$ 675 milhões e patrimônio líquido superior a US$ 53 milhões, o Busey Bank é agora uma das maiores instituições financeiras com sede em East Central Illinois.
- 1995: Trevett-Mattis, agora conhecido como BankIllinois, funde-se com o Champaign National Bank, mantendo o nome BankIllinois.
- 1997: O Busey ebank é lançado como um banco eletrônico totalmente transacional.
- 1998: As primeiras ações da Busey Corporation são negociadas na NASDAQ sob o símbolo BUSE.[d]
- 1999: Busey continua a expansão no Condado de McLean com a aquisição do Eagle Bank Group (First Federal Savings and Loan of Bloomington).[e]
- 2000: A Main Street Trust, Inc. se forma como resultado da fusão do BankIllinois Financial Corporation e do First Decatur Bancshares, Inc. A Main Street opera 19 centros bancários e é a controladora do BankIllinois, do First National Bank of Decatur, do First Trust Bank de Shelbyville e da FirsTech, Inc., uma empresa de processamento de contas de telecomunicações.
- 2001: Fort Myers, Flórida, torna-se sede do Busey Bank Florida.
- 2004: Busey Investment Group abre escritório em Bloomington, Illinois.[f]
- 2005: O Main Street Bank & Trust adquire a Citizens First Financial Corporation.
- 2007: A primeira fusão entre Busey e Main Street é finalizada em 31 de julho de 2007 - Van A. Dukeman é nomeado Presidente e CEO. Uma nova marca Busey é introduzida, representando a força e a estabilidade das organizações combinadas.
- 2009: Busey se torna um dos primeiros do setor bancário a lançar serviços bancários móveis - mensagens de texto, navegadores da Web móveis e o Mobile App da Busey - permitindo aos clientes a capacidade de gerenciar suas finanças a qualquer hora e em qualquer lugar.[g]
- 2011: Busey ingressa nas mídias sociais - Facebook, Twitter e LinkedIn
- 2012: A família de serviços financeiros Busey expande suas ofertas fundando a Trevett Capital Partners, uma empresa boutique dedicada a atender às necessidades de gerenciamento de patrimônio de famílias com alto patrimônio líquido.[h]
- 2013 e 2014: Busey é nomeado entre a lista da Forbes das empresas mais confiáveis dos Estados Unidos - uma homenagem ao nosso modelo de abertura e integridade.
- 2015: Com base na tradição de serviço e compromisso da comunidade, o Herget Bank se une à família Busey de serviços financeiros.[i]
- 2016: Busey é eleito entre os melhores bancos para se trabalhar nos EUA e os melhores lugares para se trabalhar em Illinois por nossos associados, Best Companies Group e American Banker Magazine.[j]
- 2017: Primeira Comunidade da área de Chicagoland se une a Busey.
- 2018: South Side Bank of Peoria se junta a Busey em março de 2018.
- 2019: TheBANK de Edwardsville entra para a Busey em 31 de janeiro de 2019.

### Aquisições
Desde 1992, a First Busey Corp comprou vários outros serviços financeiros, incluindo:
- Empire Capital Corporation: anunciada em 2 de outubro de 1992; concluído em 28 de fevereiro de 1993
- Eagle BancGroup, Inc., pais do Eagle Bank do Condado de Champaign, N.A. e Primeira Associação Federal de Poupança e Empréstimo ("First Federal") com sede em Bloomington, Illinois: anunciada em 30 de junho de 1999; concluído em 29 de outubro de 1999
- First Capital Bankshares, Inc., controladora do First Capital Bank com sede em Peoria, Illinois: anunciada em 5 de janeiro de 2004; concluído em 1 de junho de 2004
- Tarpon Coast Bancorp, Inc., pais do Tarpon Coast National Bank e sua subsidiária Tarpon Coast Financial Services com sede em Port Charlotte, Flórida: anunciado em 29 de julho de 2005; concluído em 17 de fevereiro de 2006
- Main Street Trust, Inc., pais do Main Street Bank e Trust com sede em Decatur, Illinois: concluída em 31 de julho de 2007
- Herget Financial Corp., a holding do Herget Bank, Associação Nacional sediada em Pekin, Illinois: anunciada em 26 de setembro de 2014; concluído em 16 de março de 2015.[1]
- Pulaski Financial Corp., a holding do Pulaski Bank, Associação Nacional sediada em St. Louis, Missouri. Anunciado em 4 de dezembro de 2015; concluído em 29 de abril de 2016.
- First Community Financial Partners, Inc., a holding do First Community Financial Bank com sede em Joliet, Illinois. Anunciado em 6 de fevereiro de 2017; concluído em 2 de julho de 2017.
- Mid Illinois Bancorp, Inc., a holding do South Side Trust and Bank com sede em Peoria, Illinois. Anunciado em 13 de março de 2017; concluído em 16 de março de 2018.
- The Banc Ed Corp., A holding do TheBANK de Edwardsville, com sede em Edwardsville, Illinois. Anunciado em 22 de agosto de 2018; TBD concluído.

## Perfil Corporativo

### Estoque
As ações ordinárias da First Busey Corporation são negociadas na Nasdaq Stock Exchange sob o símbolo "BUSE" em 1 de outubro de 1998.

### Serviços
O Busey Bank oferece uma gama completa de serviços bancários, incluindo empréstimos comerciais, financeiros, agrícolas e imobiliários e serviços bancários de varejo, incluindo a aceitação dos tipos habituais de depósitos à vista e de poupança, fazendo empréstimos individuais, ao consumidor, parcelado, primeira hipoteca e segunda hipoteca, oferecendo transferências de dinheiro, serviços de depósito seguro, IRA, Keogh e outros serviços fiduciários, serviços bancários automatizados e transferências automatizadas de fundos.

## Fundos
Em março de 2009, o Tesouro dos EUA concedeu a Busey US$ 100 milhões em troca de ações da Busey, como parte do Troubled Asset Relief Program. Busey pagou US$ 12,4 milhões em dividendos sobre as ações. Em agosto de 2011, Busey devolveu US$ 27,4 milhões ao Tesouro e transferiu os US$ 72,6 milhões restantes do programa TARP para o Fundo de Empréstimos para Pequenas Empresas do Tesouro, que possui menos restrições e pode exigir dividendos menores.
Essa prática de trocar fundos do TARP por fundos do SBLF foi criticada pelo Inspetor-Geral do TARP e membros do Congresso, pois os bancos podem usá-lo para suspender as restrições impostas pelo TARP, mesmo reduzindo os empréstimos para pequenas empresas.

## Subsidiárias
- Busey Bank
- Busey Wealth Management
- FirsTech, Inc.
- TheBANK of Edwardsville